# Saison 2012-2013 de l'Union sportive dacquoise
La saison 2012-2013 de l'Union sportive dacquoise est la neuvième saison du club landais en seconde division du championnat de France, la quatrième consécutive depuis son retour au sein de l'antichambre de l'élite du rugby à XV français.
L'équipe évolue cette saison de Pro D2 sous les directives de l'entraîneur déjà en place Frédéric Garcia, ainsi que de Christophe Manas. Cette saison fait suite à une place de demi-finaliste lors de l'exercice précédent. La dynamique des phases finales n'est pas conservée et le club lutte tout au long de la saison pour s'extirper et rester hors de la zone de relégation ; il se sauvera au cours de l'avant-dernière journée pour assurer son maintien en Pro D2.

## Avant-saison

### Objectifs du club - Transferts estivaux
L'US Dax sort d'une saison 2011-2012 surprenante à deux vitesses: rapidement promis aux phases finales, la seconde partie de saison s'est montrée plus décevante, l'objectif de décrocher une demi-finale au stade Maurice-Boyau n'est pas rempli, et l'aventure s'arrête alors chez le voisin et futur promu montois. Lors du recrutement, le visage du pack dacquois est radicalement changé, en raison du départ à la retraite d'Yves Pedrosa et de nombreux départs, particulièrement au poste de pilier. Parmi les figures historiques, outre l'arrêt de la carrière d'Yves Pedrosa, le club voit partir Régis Rameau, Christopher Poulain et Olivier August, respectivement dans les rangs rouge et blanc depuis 2003, 2006, et sa carrière junior. Derrière la mêlée, le club cherche au maximum la stabilité pour se permettre de réitérer les précédentes performances. Au niveau des entraîneurs, alors que Frédéric Garcia signe une extension de contrat, le départ de David Darricarrère pour le SU Agen est comblé par l'arrivée de Christophe Manas.

### Préparation de la saison
Les trois matchs amicaux semblent dans la continuité de la fin de la saison passée, avec trois défaites successives contre l'Union Bordeaux Bègles (10-33), le Stade montois (16-20), puis à domicile face au Tarbes PR (18-31).

### Championnat

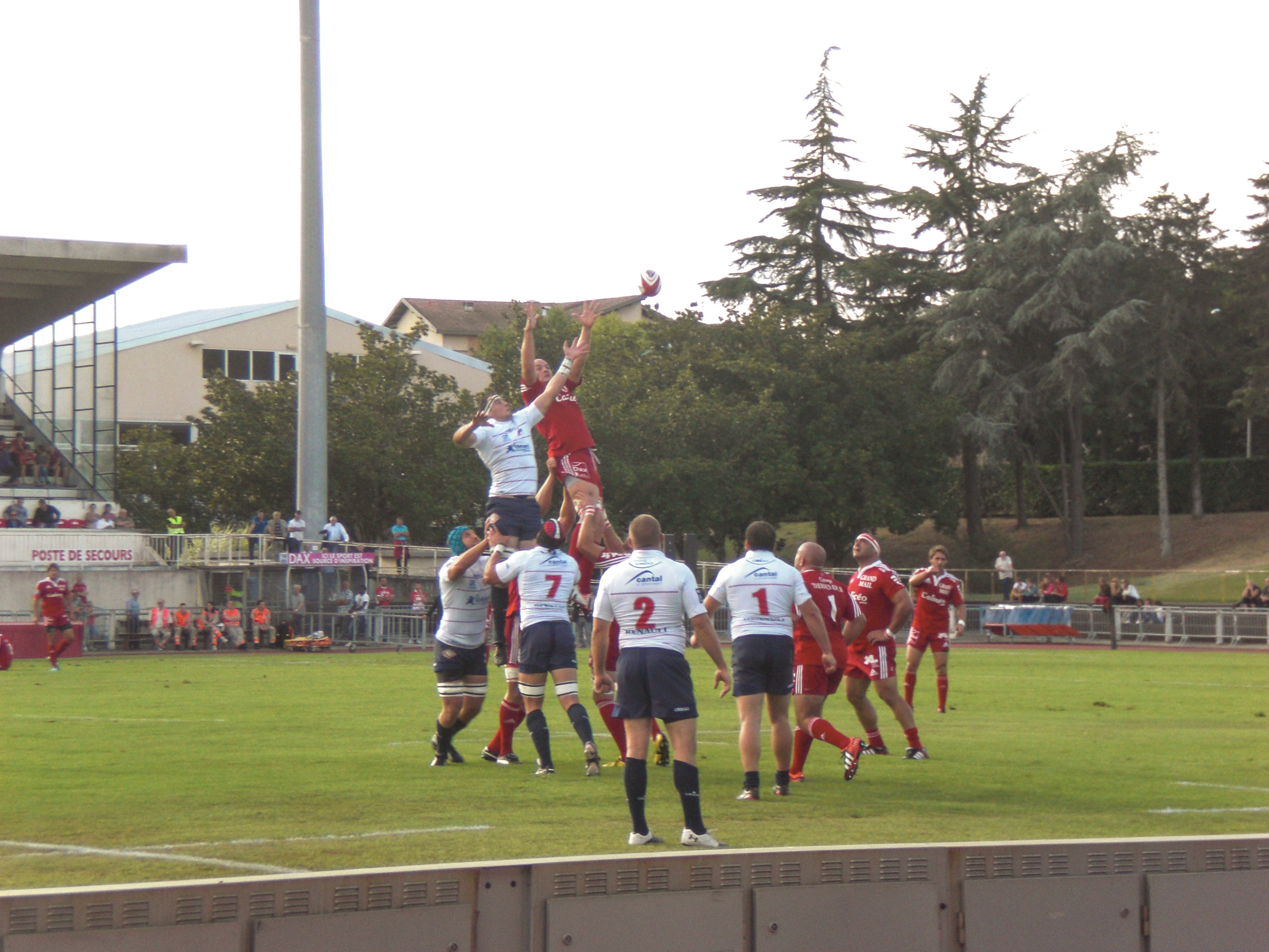
Les Dacquois s'inclinent dès l'ouverture du championnat, devant son public contre le Stade aurillacois.

## Saison régulière

### Détail des matchs officiels
L'US Dax dispute 30 rencontres officielles durant la saison, participant au championnat de 2e division.

### Classement final et statistiques

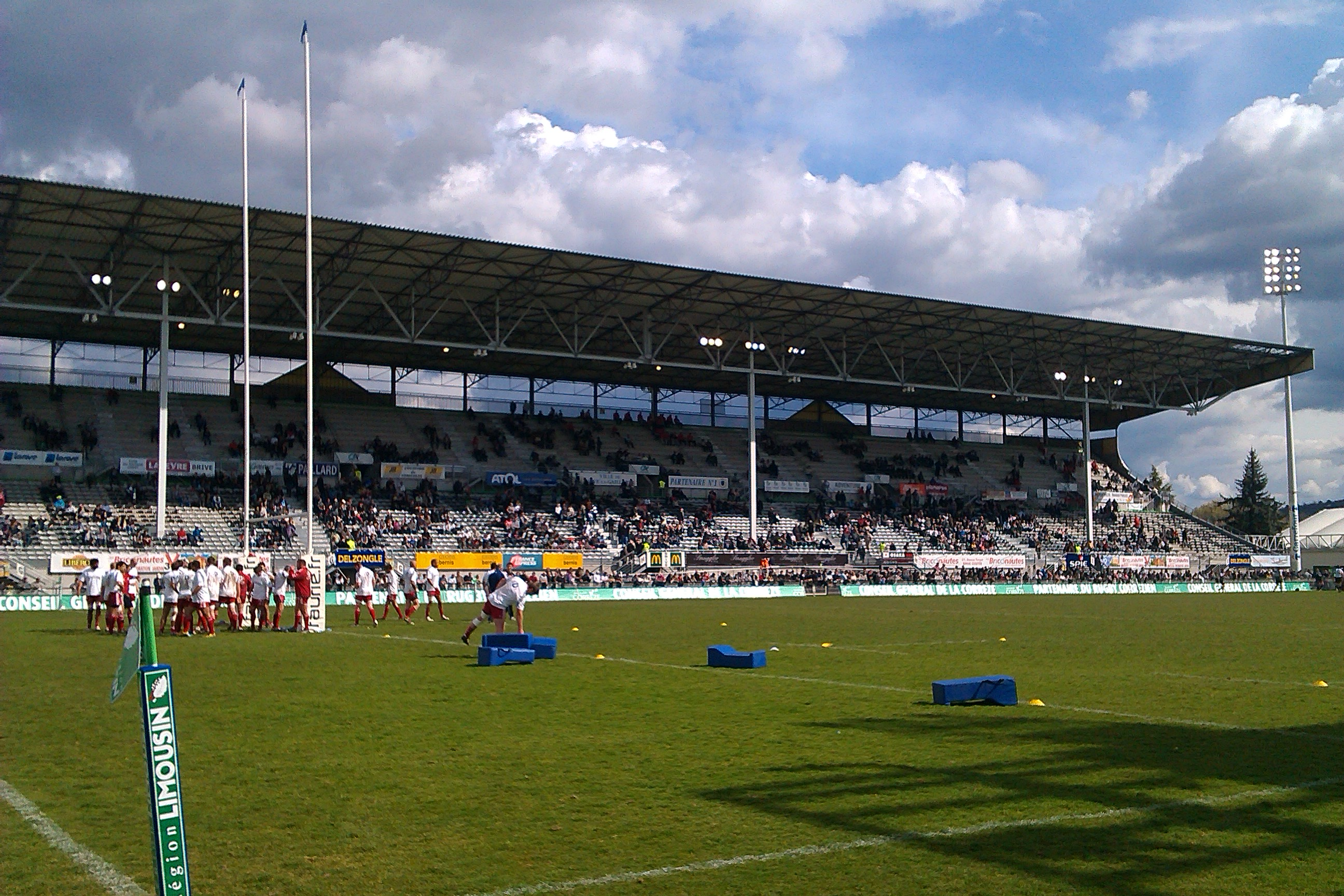
Les Dacquois flirtent avec la Fédérale 1, ici avant la défaite chez le CA Brive.

L'US Dax termine le championnat à la quatorzième place avec 10 victoires, 1 nul et 19 défaites. Avec sept points de bonus supplémentaires, le club dacquois totalise 49 points, soit quatre de plus que le premier relégable, le Pays d'Aix. L'USD finit treizième attaque du championnat et avant-dernière en termes d'essais marqués avec 29 unités. Sur le plan défensif, elle finit treizième défense et à la douzième place ex-aequo des essais en laissant 59 fois sa ligne d'en-but franchie. Les représentants de la cité thermale sont les sixièmes mieux disciplinés de la division avec 31 cartons jaunes pour aucun rouge.
| Rang | Club                | J  | V  | N | D  | Bo | Bd | Pm  | Pe  | Diff | Pts |
| ---- | ------------------- | -- | -- | - | -- | -- | -- | --- | --- | ---- | --- |
| 1    | US Oyonnax          | 30 | 24 | 1 | 5  | 10 | 3  | 877 | 536 | +341 | 111 |
| 2    | CA Brive (R)        | 30 | 20 | 2 | 8  | 6  | 4  | 658 | 532 | +126 | 94  |
| 3    | Section paloise     | 30 | 20 | 1 | 9  | 4  | 6  | 725 | 519 | +206 | 92  |
| 4    | Stade rochelais     | 30 | 19 | 0 | 11 | 6  | 5  | 718 | 569 | +149 | 87  |
| 5    | Stade aurillacois   | 30 | 19 | 1 | 10 | 0  | 4  | 680 | 643 | +37  | 82  |
| 6    | Tarbes PR           | 30 | 17 | 1 | 12 | 5  | 5  | 695 | 625 | +70  | 80  |
| 7    | US Carcassonne      | 30 | 15 | 1 | 14 | 3  | 9  | 640 | 595 | +45  | 74  |
| 8    | Lyon OU (R)         | 30 | 13 | 3 | 14 | 6  | 8  | 696 | 585 | +111 | 72  |
| 9    | RC Narbonne         | 30 | 14 | 2 | 14 | 0  | 9  | 673 | 670 | +3   | 69  |
| 10   | Colomiers Rugby (P) | 30 | 13 | 2 | 15 | 2  | 8  | 568 | 615 | -47  | 66  |
| 11   | SC Albi             | 30 | 12 | 1 | 17 | 1  | 8  | 580 | 630 | -50  | 59  |
| 12   | AS Béziers          | 30 | 10 | 1 | 19 | 1  | 8  | 534 | 742 | -208 | 51  |
| 13   | FC Auch             | 30 | 8  | 3 | 19 | 1  | 11 | 442 | 612 | -170 | 50  |
| 14   | US Dax              | 30 | 10 | 1 | 19 | 2  | 5  | 567 | 708 | -141 | 49  |
| 15   | Pays d'Aix RC       | 30 | 9  | 0 | 21 | 2  | 7  | 552 | 774 | -222 | 45  |
| 16   | RC Massy (P)        | 30 | 6  | 2 | 22 | 0  | 9  | 598 | 848 | -250 | 37  |

|  | Champion de France de Pro D2, promu en Top 14 (no 1).                                                                   |
|  | Participation aux phases finales de barrage pour déterminer le vice-champion, promu en Top 14 (no 2, no 3, no 4, no 5). |
|  | Relégation en Fédérale 1 (no 15 et no 16).                                                                              |
|  | R : relégués 2012 • P : promus 2012                                                                                     |

Attribution des points : victoire sur tapis vert : 5, victoire : 4, match nul : 2, défaite : 0, forfait : -2 ; plus les bonus (offensif : 3 essais de plus que l'adversaire ; défensif : défaite par 7 points d'écart ou moins; les deux bonus peuvent se cumuler).
Règles de classement : 1. points terrain (bonus compris) ; 2. points terrain obtenus dans les matches entre équipes concernées ; 3. différence de points dans les matches entre équipes concernées ; 4. différence entre essais marqués et concédés dans les matches entre équipes concernées ; 5. différence de points générale ; 6. différence entre essais marqués et concédés ; 7. nombre de points marqués ; 8. nombre d'essais marqués ; 9. nombre de forfaits n'ayant pas entraîné de forfait général ; 10. place la saison précédente.

## Joueurs et encadrement technique

### Effectif professionnel
Au lancement de la saison 2011-2012, l'US Dax totalise un nombre de 30 joueurs sous contrat professionnel.
| Nom                    | Poste                  | Date de naissance | Nationalité sportive | Statut int. | Club précédent        | Arrivée au club | Fin de contrat | Formé au club |
| ---------------------- | ---------------------- | ----------------- | -------------------- | ----------- | --------------------- | --------------- | -------------- | ------------- |
| Victor Damian Arias    | Pilier                 | 5 mars 1990       | Argentine            | -           | Lince RC              | 2012            | -              | -             |
| Mathieu Gouagout       | Pilier                 | 21 mars 1983      | France               | -           | AS Béziers            | 2012            | -              | -             |
| Timothée Lafon         | Pilier                 | 17 février 1989   | France               | -           | Section paloise       | 2010            | 2013 (2014)    | oui           |
| Rémi Hugues            | Pilier                 | 1er janvier 1986  | France               | -           | Biarritz olympique    | 2010            | 2014           | -             |
| Tariel Ratianidze      | Pilier                 | 5 janvier 1980    | Géorgie              | oui         | Lyon OU               | 2012            | -              | -             |
| Boris Béthéry          | Talonneur              | 8 juillet 1983    | France               | -           | Union Bordeaux Bègles | 2012            | 2014           | -             |
| Emmanuel Maignien      | Talonneur              | 5 janvier 1982    | France               | -           | Section paloise       | 2011            | 2015           | -             |
| Mickaël Bert           | Deuxième ligne         | 4 janvier 1980    | France               | -           | Montpellier HR        | 2008            | 2014           | -             |
| Étienne Delangle       | Deuxième ligne         | 31 juillet 1987   | France               | -           | AS Béziers            | 2012            | -              | -             |
| Claude Dry             | Deuxième ligne         | 29 octobre 1985   | Afrique du Sud       | -           | FC Grenoble           | 2010            | 2013           | -             |
| Jacques Naude          | Deuxième ligne         | 1er janvier 1987  | Afrique du Sud       | -           | Limoges rugby         | 2011            | 2013 (2014)    | -             |
| Thomas Vervoort        | Deuxième ligne         | 1er avril 1987    | France               | -           | CS Bourgoin-Jallieu   | 2012            | -              | -             |
| Bastien Adrillon       | Troisième ligne aile   | 30 août 1986      | France               | -           | -                     | 2003            | 2014           | oui           |
| Cédric Béal            | Troisième ligne aile   | 17 octobre 1986   | France               | -           | RC Toulon             | 2010            | -              | -             |
| Anthony Coletta        | Troisième ligne aile   | 25 avril 1989     | France               | -           | CA Brive              | 2010            | -              | oui           |
| Mathieu Lièvremont     | Troisième ligne aile   | 6 novembre 1975   | France               | oui         | SU Agen               | 2007            | -              | -             |
| Noa Soqeta             | Troisième ligne centre | 27 février 1980   | Fidji                | -           | Cavalieri Prato       | 2011            | 2014           | -             |
| Charlie Ternisien      | Troisième ligne aile   | 27 février 1984   | France               | -           | Union Bordeaux Bègles | 2012            | -              | -             |
| Laurent Diaz           | Demi de mêlée          | 8 novembre 1980   | France               | -           | Biarritz olympique    | 2003            | 2013 (2014)    | -             |
| Matt Henjak            | Demi de mêlée          | 22 novembre 1981  | Australie            | oui         | RC Toulon             | 2012            | -              | -             |
| Matthew Farmer [JM]    | Demi d'ouverture       | 5 juillet 1982    | Angleterre           | -           | RC Strasbourg         | 2012            | -              | -             |
| Romain Lacoste         | Demi d'ouverture       | 29 mars 1987      | France               | -           | Stade rochelais       | 2011            | 2014           | -             |
| Guillaume Devade       | Centre                 | 23 mars 1987      | France               | -           | Stade rochelais       | 2012            | -              | -             |
| Mark Ireland           | Centre                 | 22 novembre 1982  | Angleterre           | -           | US Montauban          | 2011            | 2013           | -             |
| Sylvain Mirande        | Centre                 | 30 juin 1984      | France               | -           | Montpellier HR        | 2011            | 2013           | -             |
| Juan Pablo Socino [JM] | Centre                 | 30 mai 1988       | Italie               | -           | Los Matreros RC       | 2012            | -              | -             |
| Clemens von Grumbkow   | Centre                 | 22 juillet 1983   | Allemagne            | oui         | Cavalieri Prato       | 2012            | -              | -             |
| Samy Ben Letaief       | Ailier                 | 26 juillet 1990   | France               | -           | RC Toulon             | 2012            | -              | -             |
| Florent Gibouin        | Ailier                 | 9 janvier 1986    | France               | -           | CA Saint-Etienne      | 2012            | -              | -             |
| Simon Ternisien        | Ailier                 | 1er avril 1987    | France               | -           | Stade montois         | 2011            | 2014           | -             |
| Jean-Matthieu Alcalde  | Arrière                | 15 mai 1985       | France               | -           | Montpellier HR        | 2011            | -              | -             |
| Matthieu Bourret       | Arrière                | 26 avril 1985     | France               | -           | Castres olympique     | 2010            | 2014           | -             |

### Joueurs sous contrat espoir
| Nom             | Poste            | Date de naissance | Nationalité sportive | Statut int. | Club précédent        | Arrivée au club | Fin de contrat | Formé au club |
| --------------- | ---------------- | ----------------- | -------------------- | ----------- | --------------------- | --------------- | -------------- | ------------- |
| Thomas Larrieu  | Talonneur        | 11 mai 1991       | France               | -           | -                     | -               | 2014           | oui           |
| Étienne Quiniou | Demi de mêlée    | 21 janvier 1992   | France               | -           | FC Haguenau           | 2010            | -              | oui           |
| Maxime Mathy    | Demi d'ouverture | 24 octobre 1992   | France               | -           | CS lédonien           | 2010            | 2014           | oui           |
| Rémi Vignau     | Centre           | 7 novembre 1991   | France               | -           | RC Saint-Gaudens XIII | 2011            | -              | -             |

### Joueurs du centre de formation
La classe 2012-2013 du centre de formation tenu par Jérôme Daret compte 12 pensionnaires, dont cinq nouveaux stagiaires, le pilier Rémy Chies, le demi d'ouverture Pierre Justes et le troisième ligne aile Germain Garcia, déjà joueurs des équipes junior dacquoises, ainsi que le deuxième ligne Sullivan Guyon et l'ailier Pierre Garcia, respectivement en provenance du Racing Métro 92 et du CA Brive.
La structure de formation est cette saison évaluée 11e sur 14 de Pro D2 du classement des meilleurs centres de formation professionnels, publié par la LNR le 29 avril 2014.
Un fonds d'aide de 1,5 million d'euros est réparti entre les clubs de Top 14 et de Pro D2 pour la saison à venir, suivant cette notation : l'US Dax bénéficiera ainsi d'une dotation comprise entre 44 000 et 75 000 euros.
| Nom                   | Poste                  | Date de naissance | Nationalité sportive | Statut int. | Club précédent     | Arrivée au club | Arrivée au CDF | Formé au club |
| --------------------- | ---------------------- | ----------------- | -------------------- | ----------- | ------------------ | --------------- | -------------- | ------------- |
| Rémy Chies            | Pilier                 | 21 mai 1994       | France               | -           | US Pouillon        | 2010            | 2012           | oui           |
| Pierre Choinard       | Pilier                 | 12 novembre 1991  | France               | -           | Peyrehorade sports | [ Note 5 ]      | 2009           | oui           |
| Thibaud Dréan         | Pilier                 | 6 janvier 1992    | France               | -           | Stade rochelais    | 2010            | 2011           | oui           |
| Sullivan Guyon        | Deuxième ligne         | 1er avril 1990    | France               | -           | Racing Métro 92    | 2012            | 2012           | -             |
| Clément Adami         | Troisième ligne aile   | 20 août 1992      | France               | -           | -                  | -               | 2011           | oui           |
| Kevin Boukechiche     | Troisième ligne aile   | 9 juin 1992       | France               | -           | Nancy Seichamps    | 2010            | 2010           | oui           |
| Germain Garcia        | Troisième ligne aile   | 10 juin 1993      | France               | -           | -                  | 2007            | 2012           | oui           |
| Jan-Lou Hary          | Troisième ligne centre | 17 avril 1992     | France               | -           | RC naborien        | 2010            | 2010           | oui           |
| Thibaut Lesparre      | Demi de mêlée          | 22 août 1992      | France               | -           | -                  | 2001            | 2011           | oui           |
| Pierre Justes         | Demi d'ouverture       | 28 avril 1994     | France               | -           | -                  | [ Note 6 ]      | 2012           | oui           |
| Pierre Garcia         | Ailier                 | 1er mai 1991      | France               | -           | CA Brive           | 2012            | 2012           | -             |
| Yoann Laousse Azpiazu | Arrière                | 20 août 1991      | France               | -           | Parentis SR        | 2009            | 2011           | oui           |

### Statistiques individuelles
Le buteur Matthieu Bourret termine huitième meilleur réalisateur du championnat avec 235 points à son actif (dont trois essais, soit 220 points au pied). Il est suivi par Yoann Laousse Azpiazu, membre du centre de formation, quinzième avec 202 points (dont quatre essais, soit 182 points au pied).
En ce qui concerne les meilleurs marqueurs d'essais du club, c'est Yoann Laousse Azpiazu qui tient la première place (hors classement des quinze meilleurs marqueurs du championnats), grâce à quatre essais marqués. Il est talonné par Cédric Beal, Charlie Ternisien, Florent Gibouin et Matthieu Bourret avec trois unités chacun.

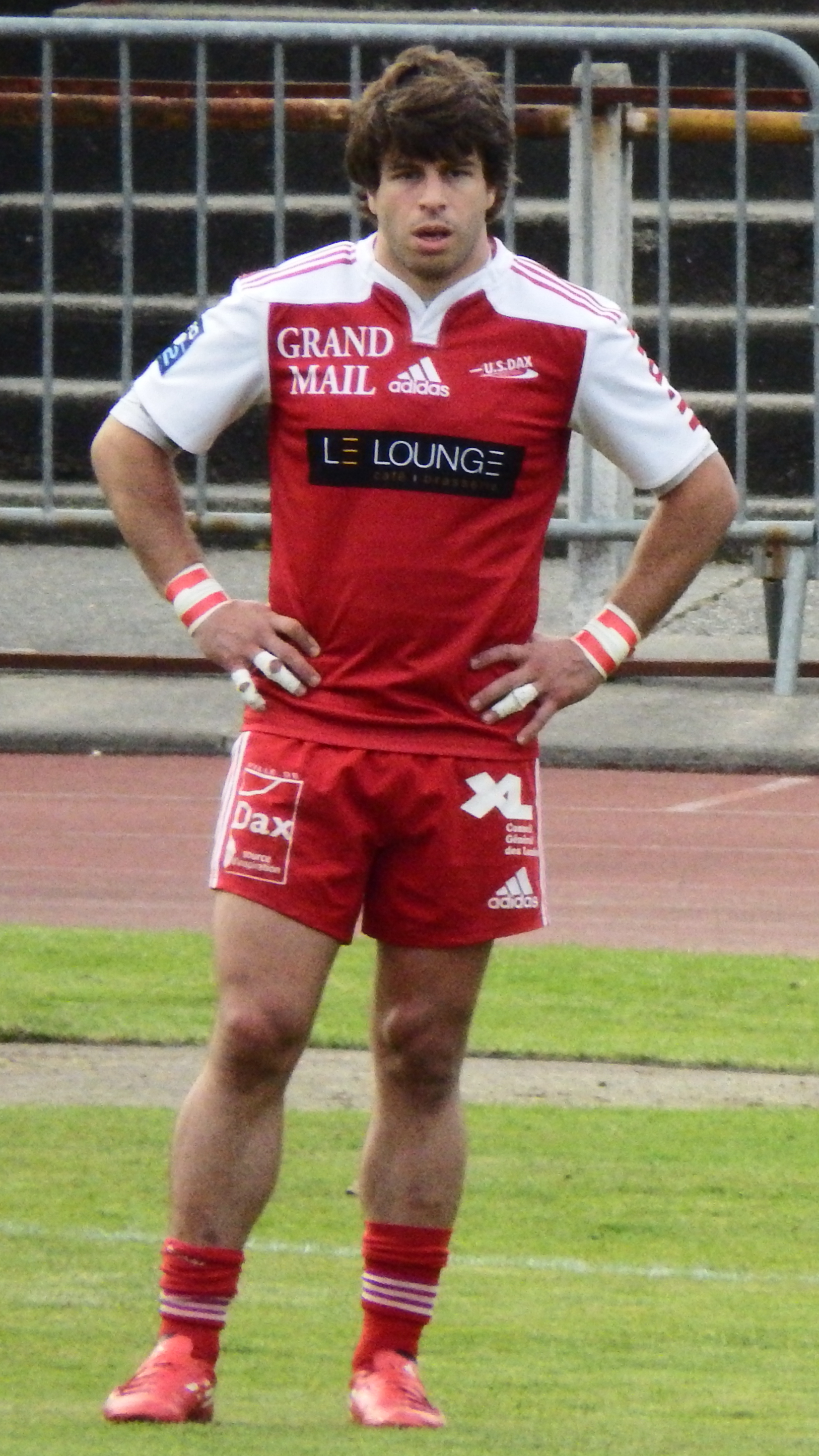
Matthieu Bourret, meilleur réalisateur du club et 8e du championnat.
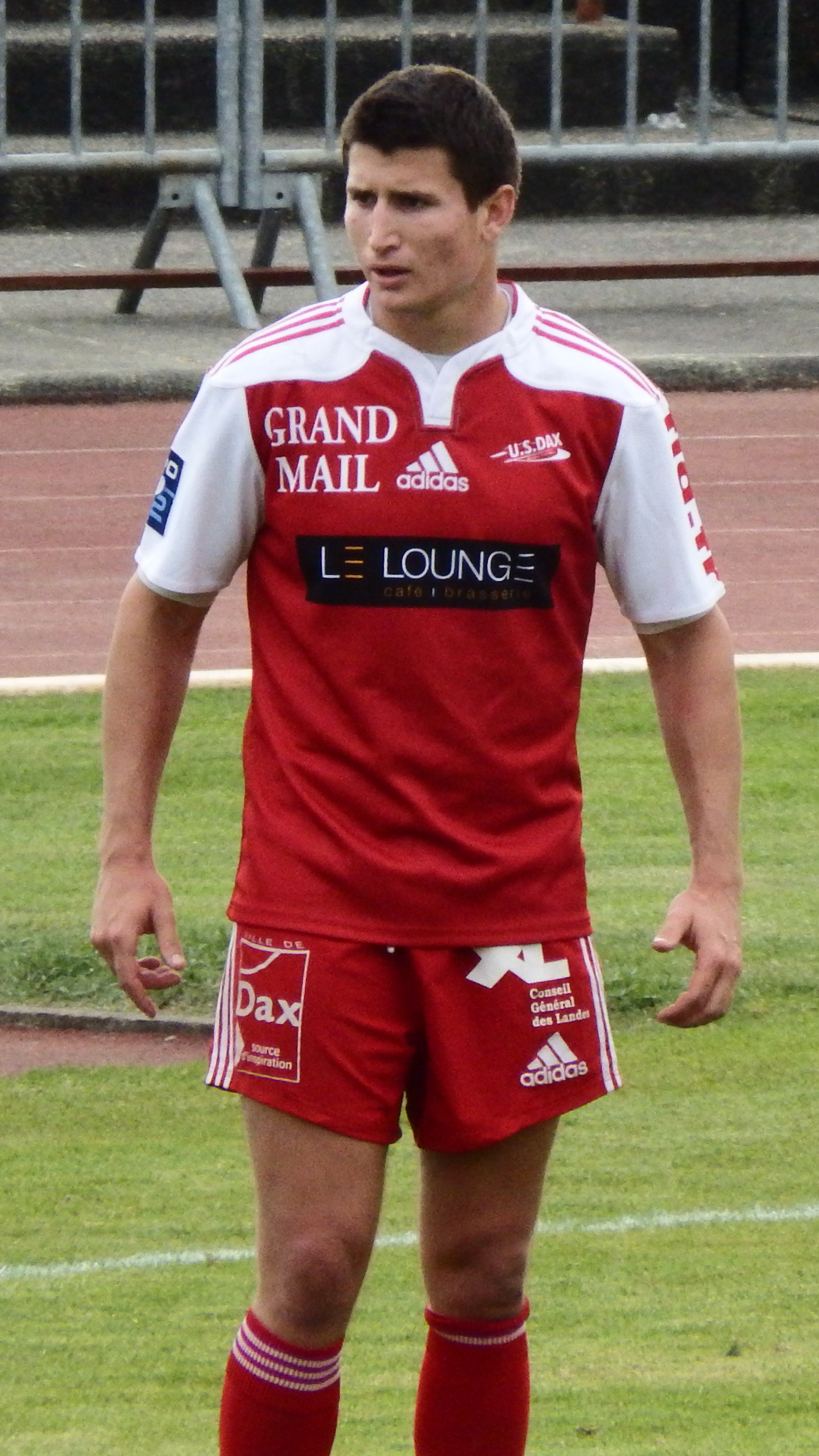
Yoann Laousse Azpiazu, meilleur marqueur d'essais du club.

### Récompenses et distinctions
Au cours de la saison 2012-2013, le journal quotidien régional Sud Ouest et le réseau de radios locales France Bleu récompensent chaque mois dans le cadre du Trophée Rugby France Bleu Sud Ouest le meilleur joueur du championnat de France de 1re division et de 2e division, sur la région géographique couverte par le journal (région Aquitaine et départements de la Charente, la Charente-Maritime, et du Gers). Après une sélection de trois joueurs choisis par les deux médias, le public élit le joueur du mois de chaque division avec des votes par Internet. Un joueur de l'US Dax a ainsi été élu joueur de Pro D2 du mois pendant cette saison : Emmanuel Maignien au mois de février.

### Joueurs en sélection nationale
Clemens von Grumbkow comptabilise deux sélections en équipe nationale d'Allemagne (deux titularisations, un essai marqué) dans le cadre du Championnat européen des nations 2012-2014, contre la République tchèque et la Suède.
Le membre du centre de formation Germain Garcia fait partie à deux reprises de l'équipe de France de rugby à 7 Développement, et participe à deux tournois internationaux de rugby à sept sous le maillot bleu,.

## Aspects juridiques et économiques

### Structure juridique et organigramme
En 2012-2013, l'équipe professionnelle est gérée par la SASP US Dax rugby Landes, entreprise déclarée le 3 juillet 1998 et présidée depuis 2002 par Gilbert Ponteins. La SASP est liée par le biais d'une convention à l'association loi de 1901 US Dax rugby, déclarée le 31 juillet 1997 et présidée par Philippe Celhay, structure qui regroupe le centre de formation et les équipes amateurs.
| Direction | Administratif | Sportif |
| --- | --- | --- |
| - Directoire : - Président : Gilbert Ponteins - Membres : Jean-Patrick Lescarboura, Christophe Ponteins, Jacques Delpey - Conseil de surveillance : - Président : Alain Pecastaing - Membres : Pierre Albaladejo, Sylvain Antol, Jean-Pierre Bastiat, Gabriel Bellocq, Jean-Louis Bérot, Philippe Celhay, Joel Chastenet, Claude Dourthe, François Gachet, Philippe Jacquemain, Bernard Trémont - Conseil d'orientation : - Membres : Georges Capdepuy, Philippe Darrigade, Jean-Claude Delineau, Claude Dufau, Bernard Juzans, Jean-Jacques Pradere, Jean-Claude Saint-Avit | - Directeur administratif et financier : Jean-Marc Degos - Chargé des finances : Michel Larrouquis - Responsables partenariat et communication : Patrice Labeyrie, Hervé Lartigue, Guillaume Quaetaers - Responsable billetterie : Karine Schoonjans - Boutique : Marion Haage - Comptabilité : Josiane Senjean - Accueil et secrétariat : Catherine Hontang, Catherine Magne-Prax | - Conseiller sportif : Jean-Patrick Lescarboura - Entraîneurs : Christophe Manas et Frédéric Garcia - Préparateurs physiques : Sébastien Ayala, Guillaume Boude et Vincent Piccolo - Responsables du centre de formation : Jérôme Daret et Philippe Prosper - Analyste vidéo : Renaud Dulin |

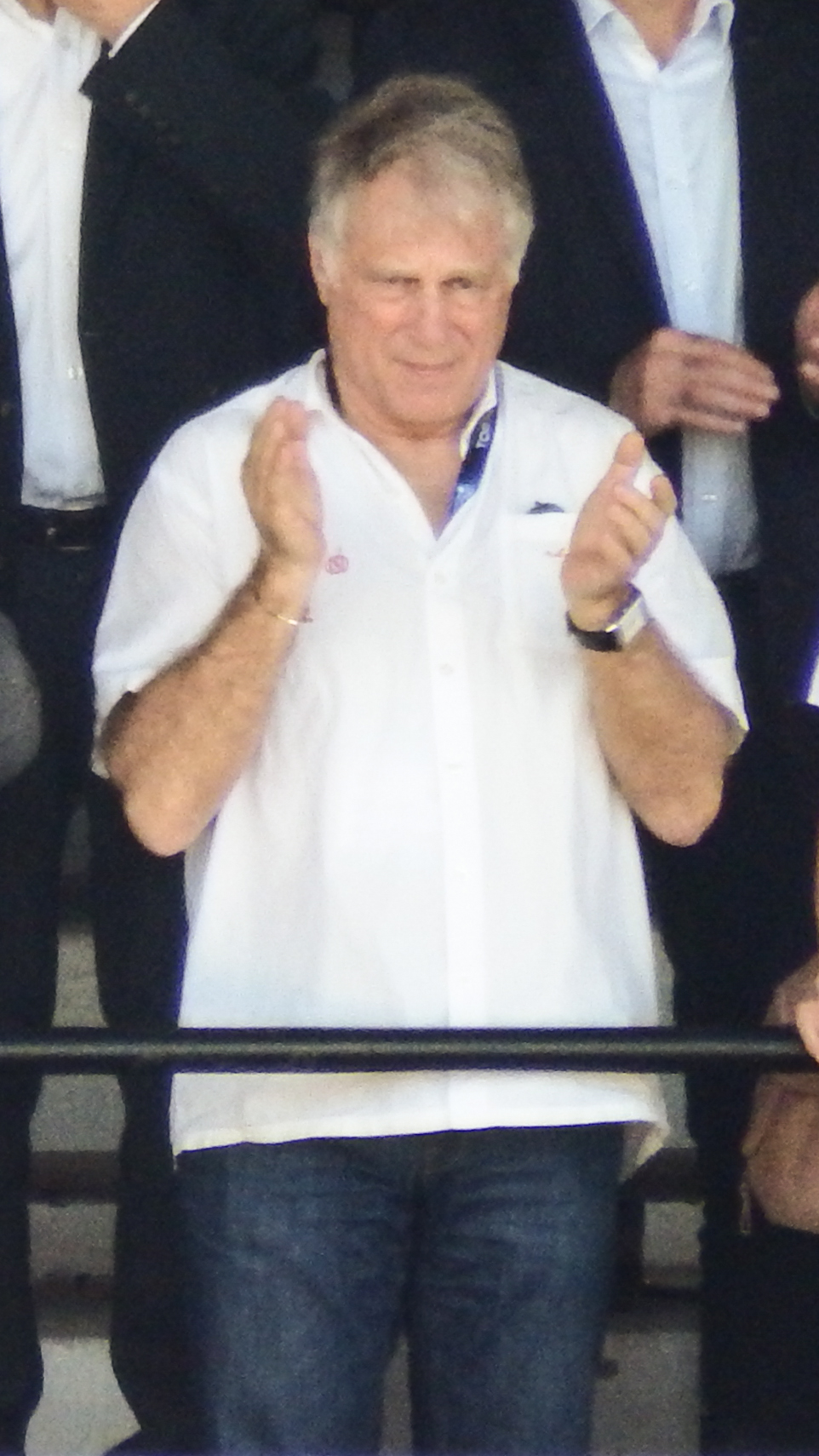
Gilbert Ponteins est président du club professionnel depuis 2002.

### Éléments comptables
Le budget prévisionnel de l'US Dax est de 5,21 millions d'euros, ce qui correspond au sixième budget des clubs de la Pro D2, loin derrière les 15,731 millions d'euros du Lyon OU.
La masse budgétaire officielle s'élève à 5,342 millions d'euros.
La Ligue nationale de rugby reverse cette saison un total de 896 000 euros à l'US Dax : 793 000 de droits télévisés et de marketing, 21 000 de caisse de blocage, 65 000 pour le centre de formation et 16 000 d'indemnités de déplacement.

### Tenues, équipementiers et sponsors
Après la fin du contrat avec la marque landaise Adishatz, l'US Dax cherche un nouvel équipementier. Elle signe alors avec la marque allemande Adidas jusqu'en 2015, en partenariat avec le groupe Intersport.
L'équipe évolue avec trois jeux de maillots:
- un ensemble entièrement rouge, utilisé comme tenue principale;
- un ensemble entièrement blanc;
- un ensemble entièrement noir.

Les sponsors affichés sur les maillots du club sont:
- en sponsor principal: Calicéo, centre de remise en forme aquatique & beauté-massages, partenaire de l'US Dax depuis 1998[16];
- sur la gauche de la poitrine, le centre commercial Le Grand Mail de Saint-Paul-lès-Dax ;
- sur la manche gauche, Francis Lavigne Développement, spécialiste dans les chaussures médicales et paramédicales ;
- sur le haut du dos, le groupe Thermes Adour, groupe thermal ;
- sur le devant de la jambe droite, la ville de Dax ;
- sur le devant de la jambe gauche, le Conseil général des Landes.

À partir de la 26e journée, un changement est apporté sur le maillot dacquois jusqu'à la fin de la saison :
- Aquacéo, filiale de Calicéo implantée à Capbreton qui fête son ouverture, remplace le groupe Thermes Adour.

Dans le cadre de la réception du leader du championnat pour la 22e journée, l'US Oyonnax, le groupe Rédeim, opérateur en urbanisme et immobilier commercial, qui compte entre autres dans ses projets la création d'un espace commercial en marge de la réhabilitation d'un nouveau stade Maurice-Boyau, est partenaire du match et apparaît en tant que sponsor maillot principal en substitution de Calicéo le temps d'une rencontre.

## Affluence et couverture médiatique

### Affluence au stade
51 723 entrées ayant été enregistrées pour les 15 rencontres de championnat de l'US Dax au stade Maurice-Boyau, l'affluence moyenne du club à domicile est de 3 448 spectateurs, soit un taux de remplissage de 21.3 %,. Il s'agit de la onzième affluence du championnat, loin de celles du Stade rochelais (10 390 spectateurs de moyenne) et du CA Brive (7 168). Le record d'affluence de la saison à domicile est réalisé lors de la dernière journée à domicile et avant-dernière du championnat contre le SC Albi, 4 391 spectateurs assistant à la rencontre, durant laquelle les locaux ont décroché leur maintien, pour un taux de remplissage de 27.1 % de l'enceinte dacquoise aux 16 170 places officielles. Ce record d'affluence est plus bas qu'habituellement en l’absence de derby landais, le Stade montois étant cette saison en division supérieure.
À la fin de la saison 2012-2013, l'US Dax dénombre 2 228 abonnés.
Affluence à domicile (stade Maurice-Boyau)

## Extra-sportif

### Stade

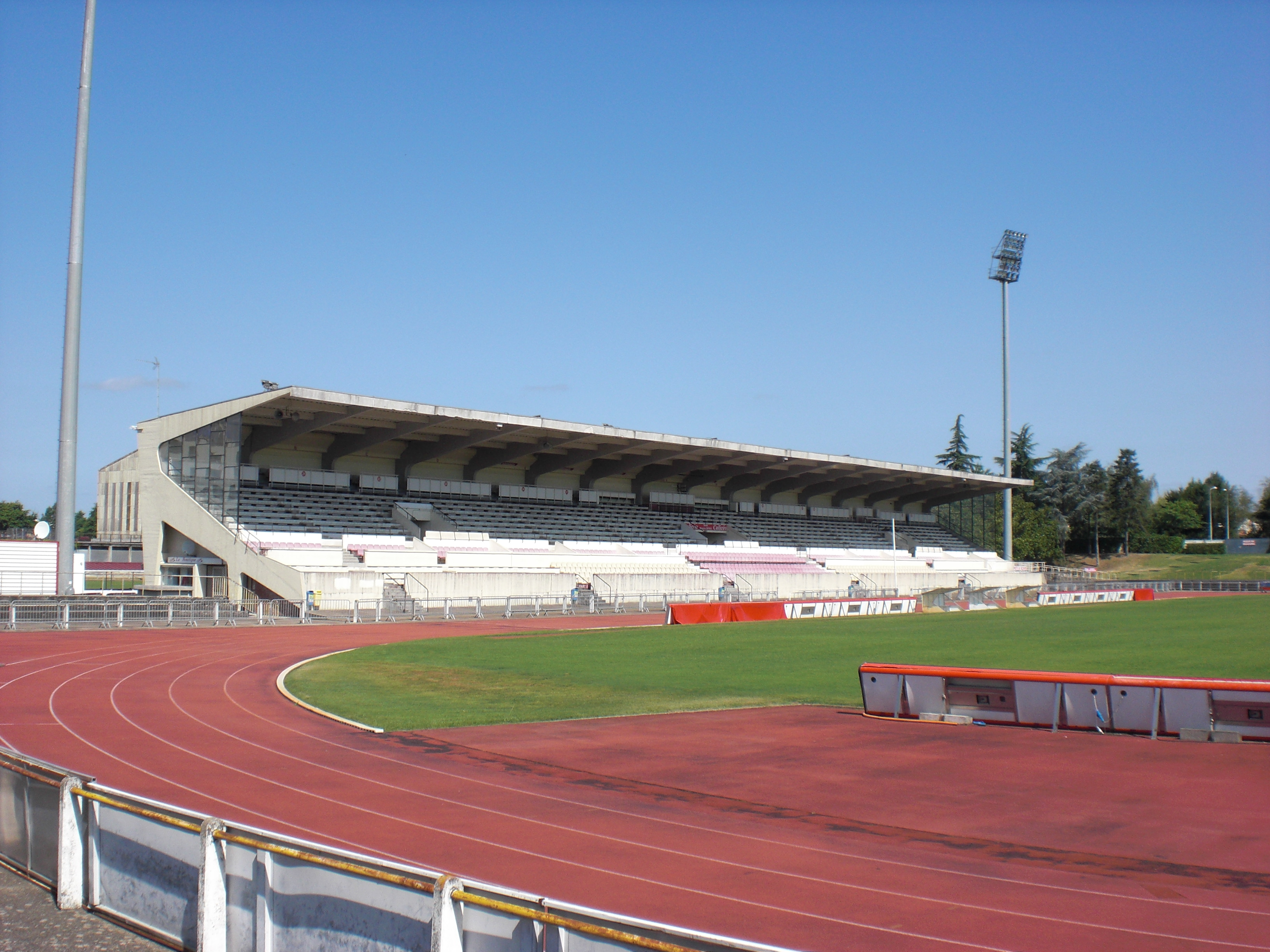
Le stade Maurice-Boyau, domicile de l'US Dax, date de 1958.

Le projet de rénovation du stade Maurice-Boyau, dont l'appel d'offre date de 2009 et le choix du concept est arrêté depuis le 30 septembre 2010 en faveur du regroupement du club de l'US Dax et de l'entrepreneur Vinci qui œuvre alors sous le nom de SAS Maurice-Boyau, prévoit en marge de la nouvelle enceinte sportive de 10 000 places assises la création d'un espace commercial de 15 740 m2, les travaux de la partie sportive étant indissociables du lancement de la partie commerciale, la seconde servant de garantie financière à la première. L'entrepreneur Redeim porte également le projet aux côtés de l'US Dax et de Vinci.
La mairie de Dax ordonne à la fin de l'année 2012 des travaux dans le boulevard Paul-Lasaosa, adjacent au stade Maurice-Boyau, en prévision de la construction du nouvel espace sportif et commercial. Le projet de rénovation du stade est validé après examen devant la Commission départementale d'aménagement commercial (CDAC) le 7 février 2013. Trois recours sont déposés au mois de mars devant la Commission nationale d'aménagement commercial (CNAC) contre le projet, par l'enseigne nationale Bricorama, l'association nationale En toute franchise basée à Mont-de-Marsan et spécialisée dans la défense des commerçants indépendants et des artisans, et l'Association des commerçants et artisans du Grand Dax, regroupement de commerçants dacquois. Le volet commercial est finalement validé par la CNAC le 25 juin 2013.
Pendant la préparation du passage devant la commission de la CNAC, le projet est réorganisé en mai 2013 en deux postes distincts: la construction du stade, conservée à la charge de la SAS Maurice-Boyau représentée par les instances du club, et la partie commerciale, sous la direction des groupes Redeim et Vinci.